# Пуншель, Фёдор Карлович
Фёдор (Теодо́р-А́львин) Ка́рлович Пу́ншель (1822 — 1893/1894) — российский архитектор, академик архитектуры Императорской Академии художеств.

## Биография
Родился 2 (14) октября 1822 года в Виндаве. Академист 2-й степени с 1839 года; вольноприходящий ученик Императорской Академии художеств в 1843—1846 годах. В 1846 году получил звание неклассного художника с правом производить постройки, в 1847 — малую серебряную медаль Академии художеств, в 1854 — звание академика (1854) за «проект гостиницы в столице».
Художник-прикладник. Работал при гальвано-пластическом заведении (1850-е). Архитектор 1-го Российского страхового от огня общества.
Член Петербургского общества архитекторов (с 1870).
Умер 20 декабря 1893 (1 января 1894) года.
Известные проекты:
- Конкурсный проект женской больницы в Перми[4].

- Сооружения скульптурной мастерской Клейна. Профессора Попова ул., 23 (1849—1852)[6]
- Здание бронзовой фабрики Товарищества Генке. Обводного наб.к., 233 — Степана Разина ул., 1 (1858—1859)[7]
- Особняк Минсбаха. 13-я линия ВО, 28 (1863)[8]
- Дом купца П. Я. Бекеля. 2-я линия ВО, 23 — Репина ул., 24 (1881—1883)[9][10]
- Доходный дом (перестройка и расширение). Комсомола ул., 51 — Академика Лебедева ул., 5 (1882)[11]
- Доходный дом. Макаренко пер., 13 (1885)[12]